# اندرو گیلبرت واچوپ
اندرو گیلبرت واچوپ (انگلیسی: Andrew Wauchope; ۵ ژوئیهٔ ۱۸۴۶ – ۱۱ دسامبر ۱۸۹۹) فرد نظامی اهل پادشاهی متحد بریتانیای کبیر و ایرلند بود.